# 世界名作劇場
世界名作劇場（せかいめいさくげきじょう）は、かつて日本のフジテレビが放送していたテレビアニメ専用の番組枠の名称である。
この番組枠で本放送となった作品は、主に日本アニメーション（前身：ズイヨー）が制作しており、現在では、同社の公式サイトなどで「世界名作劇場」シリーズと位置付けて紹介されている。
世界名作アニメ、世界名作アニメ劇場とも呼ばれる。
尚、本記事では、フジテレビが冠した番組枠と日本アニメーションが広報するテレビアニメシリーズとの該当作品の違いも踏まえつつ、同一のものとして扱う。

## 概要
フジテレビ系列にて、毎週日曜日19時30分の番組枠の名称であり、厳密な放送時期は、1979年 - 1984年、1994年 - 1997年、2009年の期間であった。
番組枠としては、カルピスの一社提供による1969年4月開始の「カルピスまんが劇場」から続く番組の後身にあたり、『赤毛のアン』（1979年）以降が一社提供ではなくなったことから、1997年3月までは「世界名作劇場」に改称された。その後の2006年までの中断期間を除き、ハウス食品工業（現・ハウス食品グループ本社）一社提供の期間など、スポンサー事情から繰り返される改称のために、1969年から続く番組枠の総称としても認識される。厳密な名称も5種類になるが、同じ名称に戻る期間もあった。
また、「カルピスまんが劇場」4作目の『ムーミン』（1972年）までは虫プロダクション制作、同6作目の『フランダースの犬』（1975年）第20話まではズイヨー制作であり、その後、同作第21話以降に日本アニメーション制作になると、番組枠も「カルピスこども劇場」へと改称された。また、現在、日本アニメーションが広報している「世界名作劇場」シリーズは、この『フランダースの犬』を1作目としている。
これら複雑な経緯も相まって、本シリーズに該当する作品の解釈については複数の説が存在する（後述の「#シリーズ一覧」を参照）。
なお、本記事では、日本アニメーションが公式にシリーズの総称としており一般的にも認知されている『世界名作劇場』を項目名とした。
最広義による代表作品は、『アルプスの少女ハイジ』・『フランダースの犬』・『あらいぐまラスカル』などであり、本放送終了後も高い知名度を誇ることから、近年においてもコラボレーション・タイアップなどが行われている（後述の「#コラボ・タイアップ」を参照）。

## 作風
基本的には世界中で古くから親しまれてきた小説・童話などを選び、ファミリー向けアニメとするための脚色を加えてアニメ化している。主な視聴者である子供たちからの共感が得やすいという理由から、原則として主人公が子供の原作が選ばれている。主人公の年齢が原作から改変されることもある。少女が主人公の作品が多いのも特徴で、原作と異って少女が主人公になるように改変されたり、原作に登場しない少女が主人公になっていたりするケースもある。題名には主人公の名前が使われることが多く、原題＋主人公の名前という題名も多い。
ほとんどの作品で、小動物が主人公のペット・マスコットキャラクターとして登場している。このことに関してはマーチャンダイジングの項を参照のこと。
音楽面でも渡辺岳夫などの著名な作曲家が多数参加しており、主題歌群も家族向けのアニメソングコンサートなどでしばしば歌われている。
オリジナル作品である『七つの海のティコ』を除けば、本放送時に原作者が既に故人であることが多く、放送期間中に原作者が存命だった作品では『南の虹のルーシー』、『アルプス物語 わたしのアンネット』、『大草原の小さな天使 ブッシュベイビー』、『こんにちは アン 〜Before Green Gables』の4作のみである。

### 初期
放送時期の初期である1970年代から人気番組で、日曜日宵の幼い子供のいる家庭の定番番組だった。
1997年3月に『家なき子レミ』の放送終了をもって『フランダースの犬』から続いた世界名作劇場の地上波シリーズは全23作、22年3か月の歴史に幕を閉じた。

### 2007年から2009年までの復活作
2002年、日アニは『少女コゼット（邦題）』の制作を発表した。この報道後、世界名作劇場として10年ぶりの新作となる第24作『レ・ミゼラブル 少女コゼット』、第25作『ポルフィの長い旅』、第26作『こんにちは アン 〜Before Green Gables』の計3作が、2007年から2009年までにBSフジで放送された。地上波では現時点で『こんにちは アン』のみ。新作が『家なき子レミ』以来、約12年ぶりに地上波での放送となった。

### 時代設定
作品の時代設定としては、19世紀から現代まで幅広く、特に19世紀後半が比較的多い。
1819年の件から始まる『レ・ミゼラブル 少女コゼット』が最も古く、19世紀前半を舞台とした作品では他に『トム・ソーヤーの冒険』、『南の虹のルーシー』がある。
19世紀後半を舞台とするのは、『フランダースの犬』、『ペリーヌ物語』、『家族ロビンソン漂流記 ふしぎな島のフローネ』、『小公女セーラ』、『愛の若草物語』など。
20世紀前半は『あらいぐまラスカル』、『私のあしながおじさん』、『愛少女ポリアンナ物語』、『牧場の少女カトリ』など。
第二次世界大戦以降を舞台とする作品は『ポルフィの長い旅』、『大草原の小さな天使 ブッシュベイビー』、『七つの海のティコ』の3作品のみである。

#### 1810年から1860年
- レ・ミゼラブル 少女コゼット
- 南の虹のルーシー
- トム・ソーヤーの冒険
- フランダースの犬
- 家族ロビンソン漂流記 ふしぎな島のフローネ
- ロミオの青い空

#### 1860年から1890年
- 愛の若草物語
- 家なき子レミ
- 母をたずねて三千里
- ナンとジョー先生
- 小公女セーラ
- 小公子セディ

#### 1890年から1910年
- ペリーヌ物語
- こんにちは アン 〜Before Green Gables
- 赤毛のアン
- わたしのアンネット
- ピーターパンの冒険

#### 1910年から1945年
- あらいぐまラスカル
- 牧場の少女カトリ
- 愛少女ポリアンナ物語
- 私のあしながおじさん
- 名犬ラッシー
- トラップ一家物語

#### 1945年から現代
- ポルフィの長い旅
- 大草原の小さな天使 ブッシュベイビー
- 七つの海のティコ

### マーチャンダイジング
作品中には動物が登場することが多く、原作に存在しなくてもアニメオリジナルで登場させることも多い。これはぬいぐるみなどの商品化が目的の一つである。嚆矢は『母をたずねて三千里』のアメデオである。日本アニメーションの松土隆二は「うちもやっぱりマーチャン必要で、制作費の補填をしたい」と述べている。
松土によると『トム・ソーヤの冒険』ではミシシッピ川にいるワニを出そうとしたが没になったそうである。『私のあしながおじさん』と『トラップ一家物語』では会社から小動物を出すよう指示を受けたが、既に会社を辞めるつもりだった松土は拒否したそうである。
番組と連動して指定の電話番号に電話をかけると自動音声が流れ作品のキャラクターたちが織り成すテレビ未放送のチェインエピソードを聞くことができた。

## シリーズ一覧
同シリーズに該当する作品については、複数の説があり、日本アニメーションが紹介する『フランダースの犬』（1975年）以降の作品とする説以外の別解釈は、以下の通り。
- シリーズ定着後に原作を持たずに作られた『七つの海のティコ』を例外とし「原作が日本国外の文学作品」という基準で、1969年の『ムーミン』以後の作品を指す。
- 厳密には例外もあるが「日常を舞台にした作品」という基準で、1974年の『アルプスの少女ハイジ』以後の作品を指す。

### 作品一覧
| 番組枠名称                               | 作数               | タイトル                                  | 放送期間                       | 話数                  | 舞台                                         | 原作                               | 脚注                    |
| ---------------------------------------- | ------------------ | ----------------------------------------- | ------------------------------ | --------------------- | -------------------------------------------- | ---------------------------------- | ----------------------- |
| カルピス まんが劇場                      |                    | どろろと百鬼丸（13話までは「どろろ」）    | 1969年4月6日 - 9月28日         | 全26話                | 日本                                         | 手塚治虫                           | [ 注釈 3 ]              |
| カルピス まんが劇場                      |                    | ムーミン                                  | 1969年10月5日 - 1970年12月27日 | 全65話                | フィンランド                                 | トーベ・ヤンソン                   | [ 注釈 5 ]              |
| カルピス まんが劇場                      |                    | アンデルセン物語                          | 1971年1月3日 - 12月26日        | 全52話                | なし                                         | ハンス・クリスチャン・アンデルセン | [ 注釈 5 ]              |
| カルピス まんが劇場                      |                    | ムーミン（新）                            | 1972年1月9日 - 12月31日        | 全52話                | フィンランド                                 | トーベ・ヤンソン                   | [ 注釈 5 ]              |
| カルピス まんが劇場                      |                    | 山ねずみロッキーチャック                  | 1973年1月7日 - 12月30日        | 全52話                | アメリカ                                     | ソーントン・バージェス             | [ 注釈 6 ]              |
| カルピス まんが劇場                      |                    | アルプスの少女ハイジ                      | 1974年1月6日 - 12月29日        | 全52話                | スイス ドイツ                                | ヨハンナ・シュピリ                 | [ 注釈 6 ]              |
| カルピス まんが劇場                      | 第1作              | フランダースの犬                          | 1975年1月5日 - 12月28日        | 全52話                | ベルギー                                     | ウィーダ                           | [ 注釈 7 ]              |
| カルピス こども劇場                      | 第1作              | フランダースの犬                          | 1975年1月5日 - 12月28日        | 全52話                | ベルギー                                     | ウィーダ                           | [ 注釈 7 ]              |
| 第2作                                    | 母をたずねて三千里 | 1976年1月4日 - 12月26日                   | 全52話                         | イタリア アルゼンチン | エドモンド・デ・アミーチス                   |                                    |                         |
| 第3作                                    | あらいぐまラスカル | 1977年1月2日 - 12月25日                   | 全52話                         | アメリカ              | スターリング・ノース                         | [ 注釈 8 ]                         |                         |
| カルピス ファミリー劇場                  | 第4作              | ペリーヌ物語                              | 1978年1月1日 - 12月31日        | 全53話                | ボスニア クロアチア イタリア スイス フランス | エクトール・アンリ・マロ           |                         |
| 世界名作劇場                             | 第5作              | 赤毛のアン                                | 1979年1月7日 - 12月30日        | 全50話                | カナダ                                       | L・M・モンゴメリ                   | [ 注釈 9 ]              |
| 世界名作劇場                             | 第6作              | トム・ソーヤーの冒険                      | 1980年1月6日 - 12月28日        | 全49話                | アメリカ                                     | マーク・トウェイン                 | [ 注釈 10 ]             |
| 世界名作劇場                             | 第7作              | 家族ロビンソン漂流記 ふしぎな島のフローネ | 1981年1月4日 - 12月27日        | 全50話                | スイス 無人島 オーストラリア                 | ヨハン・ダビット・ウィース         |                         |
| 世界名作劇場                             | 第8作              | 南の虹のルーシー                          | 1982年1月10日 - 12月26日       | 全50話                | オーストラリア                               | フィリス・ピディングトン           |                         |
| 世界名作劇場                             | 第9作              | アルプス物語 わたしのアンネット           | 1983年1月9日 - 12月25日        | 全48話                | スイス                                       | パトリシア・メアリー・セントジョン |                         |
| 世界名作劇場                             | 第10作             | 牧場の少女カトリ                          | 1984年1月8日 - 12月23日        | 全49話                | フィンランド                                 | アウニ・ヌオリワーラ               |                         |
| ハウス食品 世界名作劇場                  | 第11作             | 小公女セーラ                              | 1985年1月6日 - 12月29日        | 全46話                | イギリス                                     | フランシス・ホジソン・バーネット   | [ 注釈 12 ]             |
| ハウス食品 世界名作劇場                  | 第12作             | 愛少女ポリアンナ物語                      | 1986年1月5日 - 12月28日        | 全51話                | アメリカ                                     | エレナ・ホグマン・ポーター         |                         |
| ハウス食品 世界名作劇場                  | 第13作             | 愛の若草物語                              | 1987年1月11日 - 12月27日       | 全48話                | アメリカ                                     | ルイーザ・メイ・オルコット         |                         |
| ハウス食品 世界名作劇場                  | 第14作             | 小公子セディ                              | 1988年1月10日 - 12月25日       | 全43話                | アメリカ イギリス                            | フランシス・ホジソン・バーネット   |                         |
| ハウス食品 世界名作劇場                  | 第15作             | ピーターパンの冒険                        | 1989年1月15日 - 12月24日       | 全41話                | イギリス                                     | ジェームス・マシュー・バリー       |                         |
| ハウス食品 世界名作劇場                  | 第16作             | 私のあしながおじさん                      | 1990年1月14日 - 12月23日       | 全40話                | アメリカ                                     | ジーン・ウェブスター               |                         |
| ハウス食品 世界名作劇場                  | 第17作             | トラップ一家物語                          | 1991年1月13日 - 12月22日       | 全40話                | オーストリア                                 | マリア・フォン・トラップ           |                         |
| ハウス食品 世界名作劇場                  | 第18作             | 大草原の小さな天使 ブッシュベイビー       | 1992年1月12日 - 12月20日       | 全40話                | ケニア                                       | ウィリアム・H・スティーブンソン    |                         |
| ハウス食品 世界名作劇場                  | 第19作             | 若草物語 ナンとジョー先生                 | 1993年1月17日 - 12月19日       | 全40話                | アメリカ                                     | ルイーザ・メイ・オルコット         | [ 注釈 13 ]             |
| ハウス食品 世界名作劇場                  | 第20作             | 七つの海のティコ                          | 1994年1月16日 - 12月18日       | 全39話                | 七つの海                                     | なし                               | [ 注釈 14 ]             |
| 世界名作劇場                             | 第20作             | 七つの海のティコ                          | 1994年1月16日 - 12月18日       | 全39話                | 七つの海                                     | なし                               | [ 注釈 15 ]             |
| 世界名作劇場                             | 第21作             | ロミオの青い空                            | 1995年1月15日 - 12月17日       | 全33話                | スイス イタリア                              | リザ・テツナー                     |                         |
| 世界名作劇場                             | 第22作             | 名犬ラッシー                              | 1996年1月14日 - 8月18日        | 全26話                | イギリス                                     | エリック・ナイト                   | [ 注釈 16 ]             |
| 世界名作劇場                             | 第23作             | 家なき子レミ                              | 1996年9月1日 - 1997年3月23日   | 全26話                | フランス                                     | エクトール・アンリ・マロ           | [ 注釈 17 ]             |
| 1997年4月 - 2006年12月の間シリーズ中断。 |                    |                                           |                                |                       |                                              |                                    |                         |
| ハウス食品 世界名作劇場 （BSフジ）       | 第24作             | レ・ミゼラブル 少女コゼット               | 2007年1月7日 - 12月30日        | 全52話                | フランス                                     | ヴィクトル・ユゴー                 | [ 注釈 18 ] [ 注釈 19 ] |
| ハウス食品 世界名作劇場 （BSフジ）       | 第25作             | ポルフィの長い旅                          | 2008年1月6日 - 12月28日        | 全52話                | ギリシャ イタリア フランス                   | ポール・ジャック・ボンゾン         | [ 注釈 20 ]             |
| 2009年1月 - 同年3月の間シリーズ中断。    |                    |                                           |                                |                       |                                              |                                    |                         |
| 世界名作劇場 （BSフジ）                  | 第26作             | こんにちは アン 〜Before Green Gables     | 2009年4月5日 - 12月27日        | 全39話                | カナダ                                       | バッジ・ウィルソン                 |                         |

### 備考・補足
- 原則として作品は1月に始まり同年12月に終わる。ただし、『名犬ラッシー』は1月から同年8月、『家なき子レミ』は9月から翌年3月、『こんにちはアン』は4月から同年12月という放送期間である。
- 放送枠・放送局が異なる『愛の学校クオレ物語』と『ワンワン三銃士』[注釈 21]（以上毎日放送（MBS）製作・TBS系列にて放送[注釈 22]）は名作劇場ではないが、カルピス劇場に分類されている[4][要出典]。当時TBS系列・フジテレビ系列のクロスネット局だった福島テレビでは両方とも放送されている。
- 角川書店（現在のKADOKAWA）から発売されたVHSビデオ「世界名作劇場総集編」（全10巻）では、日本アニメーションが制作したが、フジテレビ系列以外で放送された『ふしぎの国のアリス』、『シートン動物記 くまの子ジャッキー』、『草原の少女ローラ』が収録されている。ただし、これらの作品は一般的に「世界名作劇場」の作品として扱われることは無い。
- 世界名作劇場シリーズの主人公の中でも、ファミリーネームが設定されていないのは、『ロミオの青い空』のロミオと『レ・ミゼラブル 少女コゼット』のコゼットのみである。
- 主演の声優に新人を抜擢するケースもあり、『あらいぐまラスカル』では内海敏彦がスターリング役で、『赤毛のアン』では山田栄子がアン役でアニメ初出演となり、『ペリーヌ物語』では鶴ひろみがペリーヌ役で、『小公子セディ』では折笠愛がセディ役で、『若草物語 ナンとジョー先生』では松倉羽鶴がナン役で、主演での声優デビューを果たしている。
- 12月に放送される回は次回予告がタイトルコールだけとなり、引き続いて次回作の予告の映像が流される形がとられている。この形は『七つの海のティコ』まで続いた。

## 放送情報

### 放送局
本放送はフジテレビ系列毎週日曜日19時30分からの番組枠であるが、他系列局やクロスネット局で時差ネットされていた県も多い。
以下の一覧は、『フランダースの犬』（1975年）から『家なき子レミ』（1996年）まで、系列は翌年3月時点のものとする。
| 対象地域      | 放送局             | 当時の系列                                   | 備考 |
| ------------- | ------------------ | -------------------------------------------- | --- |
| 関東広域圏    | フジテレビ         | フジテレビ系列                               | 制作局 |
| 北海道        | 北海道文化放送     | フジテレビ系列                               | |
| 青森県        | 青森放送           | 日本テレビ系列                               | 『愛の若草物語』までは遅れネットで定期放送。ネット休止を挟んで、『私のあしながおじさん』は本放送終了後に放送、以後ネット打ち切り。                               |
| 青森県        | 青森テレビ         | TBS系列                                      | 『小公子セディ』のみ遅れネット |
| 岩手県        | 岩手放送           | TBS系列                                      | 現:IBC岩手放送。『ピーターパンの冒険』まで放送 |
| 岩手県        | 岩手めんこいテレビ | フジテレビ系列                               | 1991年4月開局から放送 |
| 宮城県        | 仙台放送           | フジテレビ系列                               | |
| 秋田県        | 秋田テレビ         | フジテレビ系列                               | 1987年3月までテレビ朝日系列とのクロスネット |
| 山形県        | 山形テレビ         | テレビ朝日系列                               | 1981年3月まで同時ネット。それ以降は時差ネット。『大草原の小さな天使 ブッシュベイビー』まで放送。1993年3月までフジテレビ系列                                      |
| 山形県        | さくらんぼテレビ   | フジテレビ系列                               | 『若草物語 ナンとジョー先生』以降を1997年4月開局後に放送 |
| 福島県        | 福島テレビ         | フジテレビ系列                               | 1983年3月までTBS系列とのクロスネット。1983年10月から同時ネット                                                                                                   |
| 山梨県        | 山梨放送           | 日本テレビ系列                               | 「名犬ラッシー」を以てネット終了。 |
| 新潟県        | 新潟総合テレビ     | フジテレビ系列                               | 現：NST新潟総合テレビ。1981年3月まで日本テレビ系列・テレビ朝日系列とのトリプルクロスネット。1983年9月までテレビ朝日系列とのクロスネット。1981年4月から同時ネット |
| 長野県        | 長野放送           | フジテレビ系列                               | |
| 静岡県        | テレビ静岡         | フジテレビ系列                               | |
| 富山県        | 富山テレビ         | フジテレビ系列                               | |
| 石川県        | 石川テレビ         | フジテレビ系列                               | |
| 福井県        | 福井テレビ         | フジテレビ系列                               | |
| 中京広域圏    | 東海テレビ         | フジテレビ系列                               | |
| 近畿広域圏    | 関西テレビ         | フジテレビ系列                               | |
| 島根県 鳥取県 | 山陰中央テレビ     | フジテレビ系列                               | |
| 岡山県 香川県 | 岡山放送           | フジテレビ系列                               | 1979年3月までの放送免許は岡山県のみ。1979年3月までテレビ朝日系列とのクロスネット                                                                                 |
| 広島県        | 広島テレビ         | 日本テレビ系列                               | テレビ新広島開局後も1975年10月4日まで放送。土曜18:00 - 18:30に遅れネット                                                                                         |
| 広島県        | テレビ新広島       | フジテレビ系列                               | 1975年10月5日から放送 |
| 山口県        | 山口放送           | 日本テレビ系列                               | 『わたしのアンネット』まで放送 |
| 徳島県        | 四国放送           | 日本テレビ系列                               | 『小公子セディ』まで放送 |
| 香川県        | 西日本放送         | 日本テレビ系列                               | 1979年3月まで放送 |
| 愛媛県        | テレビ愛媛         | フジテレビ系列                               | |
| 高知県        | 高知放送           | 日本テレビ系列                               | 『ロミオの青い空』まで放送 |
| 福岡県        | テレビ西日本       | フジテレビ系列                               | |
| 佐賀県        | サガテレビ         | フジテレビ系列                               | |
| 長崎県        | 長崎放送           | TBS系列                                      | 『フランダースの犬』を1975年3月まで番販放送 |
| 長崎県        | テレビ長崎         | フジテレビ系列                               | 1990年9月まで日本テレビ系列とのクロスネット。1990年10月から同時ネット                                                                                            |
| 熊本県        | テレビ熊本         | フジテレビ系列                               | 1982年3月まで日本テレビ系列・テレビ朝日系列とのトリプルネット。1989年9月までテレビ朝日系列とのクロスネット                                                       |
| 大分県        | 大分放送           | TBS系列                                      | 『フランダースの犬』を1975年3月まで番販放送 |
| 大分県        | テレビ大分         | 日本テレビ系列 フジテレビ系列                | 1993年9月までテレビ朝日系列とのクロスネット。「名犬ラッシー」を以てネット終了。                                                                                  |
| 宮崎県        | テレビ宮崎         | フジテレビ系列 日本テレビ系列 テレビ朝日系列 | |
| 鹿児島県      | 鹿児島テレビ       | フジテレビ系列                               | 1982年9月まで日本テレビ系列・テレビ朝日系列とのトリプルネット。1994年3月まで日本テレビ系列とのクロスネット。1994年4月から同時ネット                              |
| 沖縄県        | 沖縄テレビ         | フジテレビ系列                               | |

- 主に九州地区のフジテレビ系列局ではクロスネット等編成上の関係により、時差ネットしていた局もある。
  - 一例としてテレビ長崎では1977年3月まで土曜19:00、1977年4月から1990年9月まで日曜18:00から放送。
  - テレビ大分・テレビ宮崎・鹿児島テレビの各局も時差ネット。上記の九州地区4局は当該時間帯に日本テレビ系番組『すばらしい世界旅行』を同時ネットしていた。
- 1987年9月までは一応のフジテレビ系列局だったテレビ山口は、TBS系列優先のクロスネット局であり、スポンサーセールスや放送枠等の都合からスポンサードネットの対象から外れ、番組購入も実施できず（JNN協定が遠因となりFNSを脱退・TBS系列への一本化を余儀なくされた）、一部作品が、競合局の山口放送（日本テレビ系列局。一時期テレビ朝日系列とのクロスネット局だった時期あり）で番組販売扱いで放送されていた時期がある。
- 山形県では当初、山形テレビが同時ネットで放送していた。しかし、1980年4月に山形放送が日本テレビ系とテレビ朝日系とのクロスネット局に変更され、翌1981年4月から当該枠はテレビ朝日系同時ネット枠に変更されたために、山形テレビが日本テレビ系の番組を同時ネットすることにより遅れネットとなった。

### 視聴率
以下は地上波フジテレビで、1975年1月から1997年3月まで放送された23作品を記述する。裏番組に「クイズ面白ゼミナール」（NHK）や、「象印クイズ ヒントでピント」（テレビ朝日）などがあったものの、視聴率は健闘していた。
| #  | 作品名                                    | 平均視聴率 |
| -- | ----------------------------------------- | ---------- |
| 1  | フランダースの犬                          | 22.5%      |
| 2  | あらいぐまラスカル                        | 21.6%      |
| 3  | 母をたずねて三千里                        | 21.3%      |
| 4  | 家族ロビンソン漂流記 ふしぎな島のフローネ | 18.8%      |
| 5  | 愛少女ポリアンナ物語                      | 17.5%      |
| 6  | ペリーヌ物語                              | 16.9%      |
| 7  | 小公女セーラ                              | 16.3%      |
| 8  | 赤毛のアン                                | 16.2%      |
| 9  | 私のあしながおじさん                      | 16.2%      |
| 10 | トム・ソーヤの冒険                        | 15.5%      |
| 11 | 若草物語 ナンとジョー先生                 | 15.0%      |
| 12 | 愛の若草物語                              | 14.9%      |
| 13 | トラップ一家物語                          | 14.8%      |
| 14 | 南の虹のルーシー                          | 14.7%      |
| 15 | ピーターパンの冒険                        | 13.9%      |
| 16 | 大草原の小さな天使 ブッシュベイビー       | 13.5%      |
| 17 | アルプス物語 わたしのアンネット           | 13.1%      |
| 18 | 七つの海のティコ                          | 13.0%      |
| 19 | 小公子セディ                              | 12.3%      |
| 20 | 牧場の少女カトリ                          | 11.9%      |
| 21 | ロミオの青い空                            | 10.4%      |
| 22 | 名犬ラッシー                              | 08.9%      |
| 23 | 家なき子レミ                              | 08.5%      |

### 再放送

#### 初期から中断前まで
まずは本放送を行うフジテレビとその系列局が始めた。名作劇場の人気が全盛だった時期には、系列局において初期 - 中期の作品の再放送が一社提供で行われた例も多い。

#### 本放送中断時期以後
約10年間新作が作られなくなった時期からフジテレビ以外の民放系列局・NHKのBS2ほか様々なメディアで再放送されるようになった。
- 放送を最も多く実施しているのはNHK BSプレミアムでアナログ放送の BS2の実質的な後継でアナログ本放送開始より放送されBS名作アニメ劇場、「衛星アニメ劇場」の看板作品となっていた時期もある。
- CS放送局のファミリー劇場やキッズステーション、フジテレビTWOで頻繁に放送され、「GLC24時間英会話チャンネル」では英語吹き替え版が放送されている。
- 地上波局では独立局のテレ玉・とちぎテレビ・チバテレビ・tvk・TOKYO MXにおいて頻繁に放送されている。その他の局ではテレビ北海道（おはようまんが枠）とサガテレビで頻繁に放送されている。
- 日アニ作品（『フランダースの犬』から『家なき子レミ』）が地上波などで放送の時は、OP・EDにクレジットされる「制作 フジテレビ 日本アニメーション」の部分が、フジテレビ系列以外の局での放送時を中心に「制作 日本アニメーション」に差し替えられることが多い。その差し替え方は、『フランダースの犬』から『七つの海のティコ』までは、画像はそのままにCG加工で差し替える方式だが、『ロミオの青い空』から『家なき子レミ』までは、提供用の描き下ろし映像の部分に制作名のテロップを合成する方式だった。なお、移行期にあたる『ティコ』は2種類有るが、前者の物に統一している。
  - 差し替え済のデジタル素材が用意される以前は、フィルムネットによる再放送実施局側で、音声のみそのまま流したうえで制作クレジットのみブルーバックや静止画フリップなどの映像で日本アニメーション単独名義に差し替えた例もある[注釈 25]。
- タイトル冒頭の『世界名作劇場』等の部分にスポンサー名が作画に含まれている一社提供時代の作品は[注釈 26] 再放送や本放送でも番組販売扱いで提供なしあるいはスポンサーが異なった他系列局[注釈 27][注釈 28] では冒頭をカットして番組タイトルから放送する例が大半だが音楽をそのまま流し映像のみ差し替えた例も若干ある[注釈 29]。また、『若草物語 ナンとジョー先生』の様に冒頭のスポンサー名部分から主題歌のイントロが始まっていたために再放送用素材では再加工を要した例もある。

### 輸出
世界名作劇場が始まった頃は虫プロの倒産、東映動画の累積赤字などアニメ業界の景気が悪かった。このため各社は制作費回収のため、作品を海外に輸出することを前提として制作していた。
名作劇場も同様に海外市場を睨んで制作され、一度も日本国外への輸出がされていない『名犬ラッシー』を除き、韓国・台湾・中国・フィリピンなどの東・東南アジアやヨーロッパ諸国・中東など世界各地で放送された。特にフィリピンとイタリアではほぼ全作品が放送されており、韓国では『家なき子レミ』『ポルフィの長い旅』を除く全作品が放送されている。また、台湾と香港では『レ・ミゼラブル 少女コゼット』まで放送（ただし、台湾では『大草原の小さな天使 ブッシュベイビー』を除く）、ドイツについても『小公子セディ』を除いて『ロミオの青い空』まで放送されている。
一方、アメリカ合衆国では『トム・ソーヤーの冒険』『ふしぎな島のフローネ』と『若草物語』の数話分しか紹介されておらず、イギリスでは『ピーターパンの冒険』しか放送されていない。
『ペリーヌ物語』はフランスの建物、街並み他の風景が明らかに現実とかけ離れていたため、フランスでは放送されなかった。また、『フランダースの犬』は舞台であるベルギーでは放送されなかった。

### 完結版

#### 1975年から1997年までの地上波シリーズ
BSフジ開局記念の一環で2000年12月から2001年8月にかけ、「世界名作劇場 完結版」の番組名でBSフジと日本アニメーションの制作により放送された。監督である楠葉宏三が、テレビシリーズの一部および未放送分を除く話数分を前編・後編の2パートに分けて再構成し、各編約50分・計100分の映像として編集したものである。新たに収録したナレーション解説が追加されており、冒頭部の概要説明は藤田淑子、本編中は登場キャラクターを演じた声優もしくはその母をたずねて三千里での高乃麗など声質に近い声優が担当している。完結版のOPは制作当時のスタッフを含め当時のまま放送される一方、EDは作品と完結版のスタッフが新規テロップで挿入されるが、歌詞テロップは表示されない。
本放送の後、順次バンダイビジュアルから描き下ろしのカラーイラストをジャケットに使用し「ばっちしV」としてVHSやDVDソフト化されている他、CS放送局のキッズステーション（番組名は改題）、アニマックス、カートゥーン ネットワーク（ポップコーンスペシャル内）でも再放送された。2006年末には『レ・ミゼラブル 少女コゼット』放送決定記念企画として、BIGLOBEで23作品が期間限定で動画配信された。
また、完全版の構成を基に、2001年から2003年にかけて23作品がぎょうせいの「絵本アニメ 世界名作劇場」というアニメ絵本で出版されており、DVDのジャケットイラストを表紙として使用している。
スタッフ
- 企画 - 佐藤昭司
- 構成 - 楠葉宏三
- 音響監督 - 早瀬博雪
- プロデューサー - 中島仁（BSフジ）、田中信明
- 演出 - 楠葉宏三
- 制作 - BSフジ・日本アニメーション
- © BS FUJI・NIPPON ANIMATION CO.,LTD.2001

#### 2007年から2009年までのBSフジによる、BSデジタル放送でのテレビシリーズ
2011年にOVAとして先の23作と同じスタイルで日本アニメーション単独で制作され、同年7月22日に単巻のDVDソフトと、先の23作を合わせた「―完結編」DVD-BOXがバンダイビジュアルから発売されている。
テレビ放送については「ポルフィ」の完結版を除く2作品が、それぞれ2011年8月にCS放送局のアニマックスでテレビ初放送され、後に2013年ではカートゥーン ネットワークでも何度か再放送された（放送月については、各作品を参照）。

## シリーズ関連商品

### デジタルデータ
本シリーズの初DVDビデオ化作品は松竹映画版の「THE DOG OF FLANDERS（劇場版 フランダースの犬）」であり、1998年に東芝デジタルフロンティアコンテンツ事業部から発売、2007年以降バンダイビジュアルが再発売している。
テレビアニメの『フランダースの犬』から『家なき子レミ』については全作品全話をバンダイビジュアルが順送りでセルDVD（DVDビデオ）化し、1999年から2002年11月にかけてほぼ毎月のペースで発売された（各巻4-6話収録で3980円）。2001年頃発売タイトルからレーベルがBANDAIからEMOTIONへ変更された。2009年4月に初期作品を1890円の廉価版として再発売したり、一部作品で描き下ろしジャケットイラストによる廉価版DVD-BOXを新たに発売している。
『少女コゼット』以降の再開後3作品は、初回放送月から約6-8ヶ月遅れで同じくEMOTIONからリリースされたが、『こんにちは アン』のみ当初から1890円の価格で発売された。
2010年6月25日、『世界名作劇場35周年記念　世界名作劇場　オープニング＆エンディング集』（BCBA-3874　税込2,940円）は、シリーズ全26作品を彩ったオープニング＆エンディング映像を収録。

### ディスコグラフィ
- 『40th Anniversary　燦（きらめき）のとき　やさしさの歌』 - 2010年5月19日
  - シリーズ作品の多くの主題歌を歌唱する大杉久美子のベストアルバム。関連作品の楽曲も多数収録[7]。

### 書籍
2017年12月18日よりNHN comico運営のコミック・ラノベアプリであるcomico・comico PLUSにて『世界名作劇場学院』のタイトルでコミカライズが配信開始、2018年7月2日に最終回の24話が配信された。作者は早乙女智美/sunbird。
- 『世界名作劇場 感動の最終回！名作7選 COMPLETE DVD BOOKシリーズ』（2020年3月31日、ISBN 9784835639437）

## レンタル・ストリーミング

### ストリーミング
- 各種有料オンライン配信
  - 2004年にGYAO!（旧:Yahoo!動画）にて配信を開始したことを皮切りに、U-NEXTやdアニメストアなど月額制の各動画見放題サービスでも全26作品が公開された。また、一部サービスでは『山ねずみロッキーチャック』、『アルプスの少女ハイジ』などカルピスまんが劇場の作品も配信されている。
  - 日本アニメーション関係会社のJanime.comの配給により、世界名作劇場全作品の全話を有料配信。
  - 2021年8月をもって『南の虹のルーシー』、『わたしのアンネット』、『牧場の少女カトリ』、『トラップ一家物語』、『ブッシュベイビー』、『名犬ラッシー』、『少女コゼット』、『ポルフィの長い旅』、『こんにちはアン』の9作品は各月額制サービスでの配信を終了した。ただし、2024年8月31日より『少女コゼット』、『ポルフィの長い旅』、『こんにちはアン』の3作品は一部サービスで配信を再開。2025年8月現在は上記20作品が公開されており、残る6作品を視聴するにはDVDの入手またはオンラインレンタルが必要である。
  - 2022年2月1日、Amazon Primeにて、「世界名作劇場」シリーズから18作品が配信開始[9]したが、2024年度までに配信を終了<ref>ただしAmazon Prime内のサブスクリプション「dアニメストアfor Prime video」に登録することで視聴可能</ref>。

- YouTube
  - 各有料動画サービスの宣伝も兼ねて2009年12月より 日本アニメーションの公式チャンネル「日本アニメーションチャンネル」にて、『こんにちはアン』を除く各作品の第1話が公開された。(上記9作品の有料サイトでの配信終了に伴い2023年12月現在は残る17作品のみ公開）。また、周年記念やミュージカル上映などに伴い期間限定で全話無料公開されることがある。
  - 2020年8月に開設された株式会社アナライズログが運営しているチャンネル「アニメログ」において、『赤毛のアン』、『小公女セーラ』、『愛の若草物語』、『名犬ラッシー』、『こんにちはアン』(第38話のみ公開)を除く21作品が全話無料公開された[10]。それぞれ半年から2年程度の期間限定での配信となっており、2023年12月にチャンネルを休止・配信終了した[11]。
- 2024年、「世界名作劇場 メモリアル音楽館」シリーズと「世界名作劇場 赤毛のアン 想い出音楽館」のサブスクリプションが解禁[12]。

### その他
- 2010年、コラボ企画「クラフト パルメザンチーズ×世界名作劇場」として、Webアニメ『幸せパスタストーリー』を公開。
  - オリジナルキャラクター・“ パルメザンチーズの妖精・パルメ "が名作劇場の代表的な七作品（フランダースの犬・あらいぐまラスカル・母をたずねて三千里・赤毛のアン・トムソーヤーの冒険・小公女セーラ・七つの海のティコ）の世界を廻るという新作ミニアニメがGYAO!限定で配信。各作品のキャラクターの声優は一部を除いて代役であり、オリジナルキャラクターのパルメ役は『こんにちはアン』で主演した日高里菜が担当。

## 周年記念企画
「世界名作劇場」シリーズおよび制作会社である日本アニメーションの創業が重なっていることから、順次、関連の周年企画が施策されている。以下、シリーズ中の作品ごとの周年企画も併記する。
- 2010年3月、世界名作劇場放送35周年記念「パトラッシュ基金」を発足させ、盲導犬育成普及事業の支援を開始[13][14]。
- 2011年、「あらいぐまラスカル」放送35周年記念企画（詳細は「あらいぐまラスカル」参照）
- 2015年、「世界名作劇場」40周年記念企画・日本アニメーション創業40周年企画
  - 前年10月18日『世界名作劇場かるた』（ハナヤマ）を販売[15]。
  - 3月11日、「友達フェイスパック（パトラッシュ＆ラスカル）」（一心堂本舗）を販売[16][17]。
  - 3月26日 - 4月15日、フロレスタにて、「世界名作劇場ドーナツ」を提供[18]。
    - 第1弾は「あらいぐまラスカル」とし、ランチバッグプレゼント企画も実施[19]。

  - 5月20日 - 6月28日、「日本アニメーション40周年映画「シンドバッド 空とぶ姫と秘密の島」公開記念 佐藤好春 原画展」を開催[20]。
  - 7月30日 - 8月18日、「THE 世界名作劇場展～制作スタジオ・日本アニメーション 40年のしごと～」を開催[21]。
  - 8月13日、『ぴあMOOK 世界名作劇場ぴあ』（ぴあ）を発売[22]。
  - 10月31日、「日本アニメーション創立40周年記念『世界名作劇場』シンフォニー・コンサート」を開催[23]。
  - 12月13日、スカパー!4K・総合にて、「日本アニメーション40周年記念番組「世界名作劇場オープニング集4Kリマスタリング」」を放送[24]。
  - 翌年1月27日 - 4月17日、「日本アニメーション40周年展～世界名作劇場ともに～」（杉並アニメーションミュージアム）を開催[25]。
- 2017年、「あらいぐまラスカル」放送40周年記念企画（詳細は「あらいぐまラスカル」参照）
- 2022年、「あらいぐまラスカル」放送45周年記念企画（詳細は「あらいぐまラスカル」参照）
- 2025年、日本アニメーション創業40周年企画
  - 4月、テレビアニメ『あらいぐま カルカル団』放送予定。

## 実店舗・リアルイベント

### 実店舗
2016年11月には、日アニ本社（多摩市）近くのアリオ橋本に『世界名作劇場 Fan Fun Kitchen』がオープンした。赤毛のアン、母をたずねて三千里、フランダースの犬、あらいぐまラスカルのキャラクターをあしらったスイーツや軽食を提供。2019年1月20日をもって閉店。
- 「世界名作劇場 おでかけ！FanFun Park」（エブリイOkanaka津高、2017年8月18日 - 8月20日）[28]
  - 「世界名作劇場 Fan Fun Kitchen」の出張版。

### 映画祭・上映会
- 「東映まんがまつり」（1977年7月17日）
  - 「あらいぐまラスカル」第12話「本と1セント銅貨」のブローアップ版を上映[29]。
- 「キンダーフィルムフェスティバル　石巻上映会」（石巻中央公民館、2012年2月26日）[30]
  - 東日本大震災被災者のためのキャラクターを通じた「心のケア」支援である「キャラクターエイド」の一環。
- 「キネコ国際映画祭2015」（2015年8月11日 - 8月15日）
  - 「世界名作劇場」シリーズから「あらいぐまラスカル」と「赤毛のアン」を上映[31]。
  - 8月12日 - 8月14日、シダックス・カルチャービレッジのカルチャーホールにて、「ラスカルフロアー」を公開[31]。
  - 同年9月22日 - 9月23日、「せいせき桜ヶ丘 ラスカル子ども映画祭 with キネコ映画祭」（関戸公民館）[32]を開催[注釈 30]。
    - 同年9月19日 - 9月23日、「日本アニメーション作品絵画 制作原画展」を同時開催。

### 企画展
- 「世界名作劇場展」（杉並アニメーションミュージアム、2009年5月26日 - 同年8月23日）[33]
- 「アニメ「世界名作劇場」絵画展」（大丸・福岡天神店、2010年5月19日 - 同月25日）[34]
- 「「赤毛のアン」と世界名作劇場の仲間たち 展」（放送ライブラリー、2014年8月8日 - 9月15日）

- 「日本アニメーション40周年映画「シンドバッド 空とぶ姫と秘密の島」公開記念 佐藤好春 原画展」（CHEEPA’S GALLERY、 2015年5月20日 - 6月28日開催）[35]
- 「THE 世界名作劇場展～制作スタジオ・日本アニメーション 40年のしごと～」（東武百貨店池袋店、2015年7月30日 - 8月18日）[36]

### コンサート
- 「日本アニメーション創立40周年記念『世界名作劇場』シンフォニー・コンサート」（よみうり大手町ホール、2015年10月31日）[37]
  - 指揮：渡邊一正、演奏：東京フィルハーモニー交響楽団。
- 「第13回子どもたちと芸術家の出あう街 2017　キラキラ輝くみんなの夢～子どもは未来の芸術家！～」（東京芸術劇場、2017年3月25日）[38]
  - 指揮：渡邊一正、演奏：東京フィルハーモニー交響楽団。

### その他
- 「せいせきRascalPark～世界名作劇場展～」（京王聖蹟桜ヶ丘ショッピングセンター、2017年7月23日 - 7月31日）[39]
- 「アニメフィルムフェスティバル東京2017」（SHINJUKU BOX、2017年10月13日 - 15日）[40]
  - 日本のアニメ100周年記念企画。ラスカルのグリーティングを実施。
- 「OPEN！大氣球遊行」（高雄夢時代、2017年12月16日）[41]
  - 台湾の高雄市で開催された大型バルーンによるパレード。ラスカルバルーンが登場。

## シリーズ関連グッズ

### キャラクターグッズ
周年記念企画の実施やコラボ・タイアップ企画の実施に伴うグッズ化に関しては、別項目を参照。
- 「ソフビ［世界名作劇場シリーズ］　スターリング・ノース＋ラスカル」（メディコム・トイ、2015年5月受注販売）
  - 原型製作：金子ヨヲヘイ（MIROCK-TOY）。
- 「『世界名作劇場』シリーズ ジグソーパズル」（エポック、2017年4月8日）
- 「ニューファミリーカレンダー世界名作劇場 2020」（2019年）
- 「ニューファミリーカレンダー世界名作劇場 2023」（2022年）

#### プライズアイテム
- 「世界名作劇場　懐かしのあの場面！ポーチコレクション」（2019年6月、全6種）
- 「世界名作劇場シリーズ ガチャ」（Smarprise、2022年7月10日 - 11月10日）[42]
  - オンラインくじサービス「ガチャトク」にて実施。景品はエコバッグやマグカップなど。
  - 第1弾から順に、「あらいぐまラスカル」、「ロミオの青い空」、「赤毛のアン＆ペリーヌ物語」、「フランダースの犬＆母をたずねて三千里」として、1か月周期で実施。

### ゲーム
- 『世界名作劇場』 - セガ・エンタープライゼス（現・セガトイズ）、1995年
  - キッズコンピュータ・ピコ用絵本ソフト。1ページ目は『母をたずねて三千里』、2ページ目は『トム・ソーヤーの冒険』、3ページ目は『フランダースの犬』、4ページ目は『七つの海のティコ』、5ページ目は名作劇場を自分で作っていくという内容である。劇中には各作品の主題歌がインストゥルメンタルで流れている。
- 『THE 世界名作劇場クイズ』 - ディースリー・パブリッシャー、2005年8月25日発売
- 『CRフランダースの犬と世界名作劇場』 - 銀座、2008年3月
  - パチンコ。絵柄に世界名作劇場のアニメキャラクターが用いられ、該当作品は『フランダースの犬』・『母をたずねて三千里』・『ふしぎな島のフローネ』[43]。なお、『フランダースの犬』本編第52話の一場面を再現した「昇天予告[注釈 31]」の演出が、パチンコ情報サイトでは「人が死ぬシーンを当たりにするのは不謹慎すぎる」と批判され、サイト運営者による「子供が遊戯するわけではないから問題ない」との反論もあった[44]。
- 『ジグソーパズル - あらいぐまラスカル｜世界名作劇場』（As-Cube、2013年配信）
  - iOS/Android用アプリ。
  - iOS版は2014年から開始。Kindle版は翌年2月から開始。
- 『リバーシ - あらいぐまラスカル｜プチ世界名作劇場』（As-Cube、2013年配信）
  - iOS/Android/Kindle用アプリ。登場キャラクターが「プチラスカル」デザイン。
  - iOS版は2014年から開始。Kindle版は翌年2月から開始。
- 『リバーシ - あらいぐまラスカル｜世界名作劇場』（As-Cube、2014年1月配信）
  - iOS/Android/Kindle用アプリ。前年配信のリバーシゲーム第2弾。登場キャラクターがスタンダードデザイン。
  - Kindle版は翌年2月から開始。
- 『ジグソーパズル - あらいぐまラスカル｜プチ世界名作劇場』（As-Cube、2014年1月配信）
  - iOS/Android/Kindle用アプリ。前年配信のジグソーパズルゲーム第2弾。登場キャラクターが「プチラスカル」デザイン。
  - Kindle版は同年2月から開始。
- 『えあわせ - あらいぐまラスカル｜プチ世界名作劇場』（As-Cube、2014年1月配信）
  - iOS/Kindle用アプリ。登場キャラクターが「プチラスカル」デザイン。
  - Kindle版は同年2月から開始。
- 『世界名作劇場 神経衰弱』（ジェイ・アニメ・ドットコム、2014年3月配信）
  - iOS用アプリ。登場キャラクターが「プチ世界名作劇場」デザイン。
- 『プチふわラスカル ～世界名作劇場～』（ゲオインタラクティブ、2016年8月配信）
  - iOS/Android用アプリ。登場キャラクターが「プチラスカル」デザインのパズルゲーム。
- 『あらいぐまラスカル ソリティア』（ピー・アール・オー、2016年12月配信）
  - iOS/Android用アプリ。
- 『脱出ゲーム -ぬいぐるみの塔 プチ世界名作劇場編-』（SEモバイル・アンド・オンライン、2017年10月）
  - iOS/Android用アプリ。

### その他
- LINE公式スタンプショップ
  - 「あらいぐまラスカル」より、各種スタンプを配信中。
- 壁紙
  - 2020年4月15日、制作会社：日本アニメーションから、Web会議用の壁紙を配布。
    - 『フランダースの犬』、『母をたずねて三千里』、『赤毛のアン』、『トム・ソーヤーの冒険』、『ピーターパンの冒険』、『七つの海のティコ』の6作品から1種[45]。

## コラボ・タイアップ

### 行政・地域
- 多摩市・日野市（東京都） - 日本アニメーション本社の所在地として、ラスカルを中心に地域貢献。

### 一般企業・ブランド
- フロレスタ - フロレスタが運営するドーナツ専門店。
  - 2015年3月26日 - 4月15日、「世界名作劇場ドーナツ」を提供[46]。
  - 第1弾から順に、「あらいぐまラスカル」、「母をたずねて三千里」、「フランダースの犬」として実施。
- LAWSON
  - 2015年12月23日、「「プチ 世界名作劇場」写真年賀状」を販売。

### 製品・サービス
- Ｍobage - DeNAが運営するアバターコミュニティサービス。
  - 2014年1月6日、「世界名作劇場～ラスカル編～」として、アバターアイテムを配信[47]。
- 「味わいカルピス」シリーズ - エルビーの製品。
  - 2016年4月19日、本製品と「世界名作劇場」シリーズのコラボパッケージを販売。第4弾まで、四季に合わせて発売。
    - 「あらいぐまラスカル」、「フランダースの犬」、「ロミオの青い空」、「小公女セーラ」、「私のあしながおじさん」、「赤毛のアン」のメインキャラクターが絵柄に登場。

  - 2017年4月18日、2017年版第1弾のコラボパッケージを販売。第4弾まで、四季に合わせて発売。
    - 「あらいぐまラスカル」、「フランダースの犬」、「赤毛のアン」、「母をたずねて三千里」のメインキャラクターが絵柄に登場。

  - 2018年4月17日、2018年版第1弾のコラボパッケージを販売。第4弾まで、四季に合わせて発売。
    - 「あらいぐまラスカル」、「フランダースの犬」のメインキャラクターが絵柄に登場。
- GREE - GREEが運営するアバターコミュニティサービス。
  - 2017年10月10日 - 11月30日、「世界名作劇場ガチャ」としてアバターアイテムを配信[48]。
- 「アオノオンラインサービス」 - カメラのアオノが運営するサービス。
  - 2017年12月、パトラッシュとラスカルデザインの年賀状を販売。
  - 2018年10月、「世界名作劇場」シリーズのデザイン年賀状を販売。

### ゲーム
- 『mogg』 - サイバーエージェントが運営するレシピゲーム。
  - 2015年1月14日 - 1月20日、ゲーム内コラボイベント「だいすき！世界名作劇場～大食い大会～」を実施[49]。
    - 2019年12月1日 - 12月13日、復刻イベントを実施。

  - 2018年12月、ゲーム内コラボイベント「大食い大会～ラスカルのクリスマス編～」を実施。
    - 2019年12月13日 - 12月31日、復刻イベントを実施。
- 『LINE ポコポコ』
  - 2020年7月20日、「世界名作劇場 × ポコポコ」を実施[50]。
    - 該当作品は『フランダースの犬』・『赤毛のアン』・『母をたずねて三千里』。
- 『LINE バブル2』
  - 2023年5月22日 - 6月20日、「世界名作劇場 × ポコポコ」を実施[51]。
    - 該当作品は『フランダースの犬』・『母をたずねて三千里』・『赤毛のアン』・『小公女セーラ』。